# Proechimys gardneri
Proechimys gardneri is een zoogdier uit de familie van de stekelratten (Echimyidae). De wetenschappelijke naam van de soort werd voor het eerst geldig gepubliceerd door da Silva in 1998.